# Simon Wright
Pour les articles homonymes, voir Wright.
Simon Wright (né le 19 juin 1963 dans le Grand Manchester) est un batteur britannique connu pour avoir joué avec AC/DC et Dio.

## Biographie
Simon commence à jouer de la batterie dès son plus jeune âge et Cozy Powell, Tommy Aldridge et John Bonham furent ses plus grandes influences.
À 18 ans, Wright commence sa carrière avec le groupe local Tora Tora, qui ne publie qu'un simple, avant de rejoindre A II Z en 1980, un groupe de la New wave of British heavy metal fondé en 1979 à Manchester par le guitariste Gary Owens. Le line-up complet était composé de David Owens (chants), Gary Owens (pas l'acteur) (guitare), Gam Campbell (basse), Karl Reti (batterie). Ils sont rapidement happés par Polydor Records, désireux de profiter de l'explosion de la NWOBHM. Un album live, The Witch Of Berkley, sort en 1980. Reti est ensuite remplacé par Wright. Le groupe s'est ensuite rapidement dissout et Wright rejoint Tytan en 1982 et participe à l'enregistrement de leur premier album Rough Justice. Le groupe se sépare durant l'été 1983.
Sans activité, il se rend à une audition après la parution d'une annonce assez vague d'un groupe rock "cherchant un batteur frappant fort". Il rejoint AC/DC fin 1983 pour la tournée mondiale Flick of the Switch qui débute au Canada puis aux États-Unis. Il enregistre Fly on the Wall et Blow Up Your Video avec AC/DC et joue en 1986 sur les titres inédits de l'album Who Made Who.
Wright quitte le groupe en 1989 pour rejoindre Dio, et est remplacé par Chris Slade. Simon Wright rejoint Rhino Bucket lorsqu'il ne travaille pas avec Dio pour remplacer Liam Jason et enregistrer le 3e album du groupe, Pain, sorti en 1994. En 2007, il rejoint Rhino Bucket pour enregistrer leur dernier album The Hardest Town.
Wright a joué avec Dio pendant les périodes 1990-91 et 1998-2010. Avec le groupe il a enregistré quatre albums studio (Lock up the Wolves, Magica, Killing the Dragon et Master of the Moon) et deux albums live (Evil or Divine - Live In New York City and Holy Diver - Live).
Sa batterie peut aussi être entendue dans les albums de UFO, Michael Schenker Group et John Norum.
En 2005, Wright participe à un album hommage au groupe de heavy metal Iron Maiden. C'est le second album hommage auquel il participe; le premier étant Thunderbolt, un album hommage à AC/DC sorti en 1998.
En 2006, Wright fut crédité dans la chanson Lucy in the Sky with Diamonds de l'album Butchering the Beatles, un hommage heavy metal aux Beatles.
En août 2009, Wright fit équipe avec Joe Lynn Turner, Phil Soussan et Carlos Cavazo dans le cadre du projet Big Noize, en faisant des concerts en Irak et au Koweït.
En 2010 le groupe Dio se dissout et Simon Wright est pour l'instant dans aucun groupe.
Depuis septembre 2012, Simon Wright a rejoint le groupe Queensryche et le chanteur Geoff Tate. Ce dernier s'est séparé des membres de son groupe à la suite de différends, et s'entoure de musiciens confirmés comme Simon ou Rudy Sarzo.

## Matériel
Simon a signé chez DW et utilise les séries en érable. Il utilise aussi des cymbales Sabian et des peaux Evans.
Le matériel qu'il utilise est:
- 18x22 grosse caisse (x2)
- 10x12, 11x13, 13x15, 14x18 Toms
- 6.5x14 Edge Snare
- 6x14 Collector's Maple Snare
- 5.5x14 Solid Maple Snare

Hardware
- 5000TD3 Delta3 Turbo Single Bass Drum Pedal (x2)
- 5500TD Delta Turbo Hi-Hat Stand
- 9300 Snare Drum Stand
- 9934 Double Tom/Cymbal Stand
- 9700 Straight/Boom Cymbal Stand (x5)
- 9100 Drum Throne
- 799 DogBone (x2)

Peaux
- AF Patch - Kevlar Single Pedal
- 13" Onyx 2-ply
- 15" G2 Coated
- 18" G2 Coated
- 14" Hazy 300
- 15" EC Resonant
- 18" EC Resonant
- 13" G1 Clear

## Discographie

### AvecAC/DC
- Fly on the Wall (1985)
- Who Made Who (1986)
- Blow Up Your Video (1988)

### AvecDio
- Lock up the Wolves (1990)
- Magica (2000)
- Killing the Dragon (2002)
- Master of the Moon (2004)

### AvecRhino Bucket
- Pain (1994)
- Pain & Suffering (2007)
- The Hardest Town (2009)

### AvecJohn Norum
- Worlds Away (1996)

### AvecTim "Ripper" Owens
- Play My Game (2009)